# Kunst im öffentlichen Raum in Halver
Kunst im öffentlichen Raum in Halver umfasst öffentlich zugängliche Plastiken, Skulpturen, Brunnen, Wandmalereien, Mosaike und Graffiti im Gebiet der sauerländischen Stadt Halver. Die nachstehende Liste von Kunstwerken im öffentlichen Raum ist nicht vollständig. Sie wird kontinuierlich ergänzt.

## Liste
| Bild           | Titel/Bezeichnung       | Standort                                | Künstler                                       | Entstehung | Anmerkungen |
| -------------- | ----------------------- | --------------------------------------- | ---------------------------------------------- | ---------- | --- |
|                | Marktfrauen             | Stadtzentrum Alter Markt Lage           | Jutta Funk von Rosainsky                       | 1989       | Zwei lebensgroßen Skulpturen |
| weitere Bilder | Gerichtsbrunnen         | Stadtzentrum Frankfurter Straße 31 Lage | Werner Klenk                                   | 1994       | Der Brunnen soll an eine Verhandlung zwischen dem Ritter Kaspar von Toerring und Herzog Heinrich von Bayern-Landshut erinnern, die am 2. Mai 1430 vor dem Femegericht in Halver stattfand. Die Kontrahenten sind auf der linken Brunnenseite figürlich dargestellt. |
|                | Kriegerdenkmal          | Von-Vincke-Straße Lage                  |                                                |            | Das halbrunde Ehrenmal zur Erinnerung an die Gefallenen des Ersten Weltkriegs steht unter Denkmalschutz und befindet sich im Hohenzollernpark. Ein trauernder Soldat mit abgenommenem Helm befindet sich auf einem Sockel in der Mitte vor dem Denkmal mit seinen vier Säulen und Querriegel. |
|                | Weidewächter            | Bundesstraße 229/ Bocherstück Lage      | Johannes Dennda                                | 2020       | Künstlerisch gestalteter Scheuerpfahl, der im Zuge des Projekts „Scheuerpfähle fürs Volmetal“ geschaffen wurde. Der östlich der Rettungswache am Bocherstück stehende Scheuerpfahl ist mit einem 45 Zentimeter großen Kopf versehen. Sein finsterer Blick soll darauf aufmerksam machen, dass auf die Natur geachtet werden muss und nicht zu viele Wiesen zu Industriegebieten werden. Er könnte auch als Mahnmal angesehen werden. |
|                | Mutter Erde             | Heesfelder Mühle Lage                   |                                                | 2019       | Künstlerisch gestalteter Scheuerpfahl, der im Zuge des Projekts „Scheuerpfähle fürs Volmetal“ geschaffen wurde. Die Skulptur Mutter Erde war die erste, die 2019 aufgestellt wurde. |
|                | Schere                  | Oberbrügge Bergstraße 10 Lage           | Uwe Lassen                                     |            | Künstlerisch gestalteter Scheuerpfahl, der im Zuge des Projekts „Scheuerpfähle fürs Volmetal“ geschaffen wurde. Das Zusammenspiel verschiedener Akteure und die regionale Verbundenheit soll durch die Scherenskulptur am Oberbrügger Bahnhof, die wie ein Dartpfeil, der in einer Zielscheibe steckt, gezeigt werden und zu Diskussionen für eine zukünftige Mobilitätswende in der Region anregen. |
|                | Der in die Ferne schaut | Schwenke Friedrichshöhe Lage            | Manfred Fürth                                  | 2020       | Künstlerisch gestalteter Scheuerpfahl, der im Zuge des Projekts „Scheuerpfähle fürs Volmetal“ geschaffen wurde. Die Sandsteinfigur auf dem Scheuerpfahl am Dorfplatz Schwenke ist ein Bauer in Arbeitskleidung. Er soll Gedanken an Weite, Freiheit, Neugierde, Sehnsucht und Erfüllung zeigen. |
|                | Bunte Welt              | Stadtzentrum Frankfurter Straße 45 Lage | Gudi Mausbach-Dahl und andere                  | 2021       | Künstlerisch gestalteter Scheuerpfahl, der im Zuge des Projekts „Scheuerpfähle fürs Volmetal“ geschaffen wurde. Der Scheuerpfahl befindet sich im Park der Villa Wippermann hinter dem Eingangstor. Er ist rundherum bestückt mit acht von Kindern der Kindermalschule des Kunstvereins VAKT bemalten Baumscheiben. Die Kinder ließen sich von Werken des Künstlers Otmar Alt inspirieren. Die gemalten Köpfe sollen beim Betrachter ein Lächeln erzeugen und zum Nachdenken anregen. |
|                | Vergessene Frauen       | Stadtzentrum Frankfurter Straße 45 Lage | Heike Dietrich und Anneliese Sprünken-Osenberg | 2021       | Künstlerisch gestalteter Scheuerpfahl, der im Zuge des Projekts „Scheuerpfähle fürs Volmetal“ geschaffen wurde. Die Skulptur befindet sich südlich der Villa Wippermann auf einem kleinen Wiesenhang im Park. Auf dem Scheuerpfahl sitzt eine rot angemalte Schaufensterpuppe. Sie trägt einen hellblauen Rock. Im Pfahl selbst sind an mehreren Stellen rot umrandet Spielzeugfiguren und Puppen eingearbeitet, die in Harz gegossen wurden. Die Künstlerinnen wollen mit ihrem Werk darauf aufmerksam machen, dass in der Gesellschaft in vielen Bereichen auch heute noch „Frauen vergessen“ oder auch weniger beachtet werden. |